# Pete Rose Pennant Fever
Pete Rose Pennant Fever est un jeu vidéo de baseball sorti en 1988 sur Atari 2600, Atari 7800 et PC. Il a été développé GameStar et édité par Dynamix dans sa version DOS. Les versions Atari 2600 et 7800 ont été développées et éditées par Absolute Entertainment sous le nom Pete Rose Baseball.